# Franck Atsou
Edem Komlan Franck Atsou (Lomé, 1978. augusztus 1.  – ) togói válogatott labdarúgó. 

## Pályafutása

### Klubcsapatokban
Loméban született, Togóban. 1995 és 1999 között az Étoile Filante du Togo csapatában játszott. 1999 és 2001 között a ghánai Asante Kotoko játékosa volt. 2002 és 2003 között az elefántcsontparti Africa Sportsot erősítette. A 2003–04-es szezonban a szaúdi El-Hilálban játszott. 2004 és 2005 között egy évet töltött Belgiumban a Beringen-Heusden-Zolderben. 2004-től 2006-ig ismét az El-Hilál labdarúgója volt. 2006-ban Iránba szerződött az FC Aboomoslem csapatához, ahol két évet töltött. 2008 és 2009 között a Perszepolisz FC játékosa volt. 2011-ben az Esteghlal Avházban fejezte be a pályafutását. 

### A válogatottban
1996 és 2010 között 46 alkalommal szerepelt a togói válogatottban és 1 gólt szerzett. Tagja volt a 2000-es afrikai nemzetek kupáján szereplő válogatott keretének és részt vett a 2006-os világbajnokságon, de nem kapott lehetőséget egyik csoportmérkőzésen sem.